# Latin Grammy
Der Latin Grammy Award, kurz Latin Grammy oder auch spanisch Grammy Latino genannt, ist ein Preis für portugiesisch- und spanischsprachige Populärmusik, der seit 2000 jährlich an namhafte Künstler (Sänger, Komponisten, Musiker), Produktionsleiter und die Tontechnik verliehen wird.
Die ersten Latin Grammy Awards wurden im Jahr 2000 von CBS übertragen. Es war die erste hauptsächlich spanischsprachige Sendung in der Prime Time im US-amerikanischen Fernsehen. Die Latin Grammy Awards fanden bisher in Los Angeles, Miami, New York City, Las Vegas, Houston und São Paulo statt, und werden derzeit von Univision gesendet.

## Veranstaltungsorte
- 2000: Los Angeles, Staples Center
- 2001: Los Angeles, Shrine Auditorium (die Show wurde wegen der Terroranschläge am 11. September 2001 abgesagt)
- 2002: Los Angeles, Kodak Theatre
- 2003: Miami, American Airlines Arena
- 2004–2005: Los Angeles, Shrine Auditorium
- 2006: New York City, Madison Square Garden
- 2007: Las Vegas, Mandalay Bay Convention Center
- 2008: Houston, Toyota Center und São Paulo, Brasilien, Auditório Ibirapuera
- 2009–2013: Las Vegas, Mandalay Bay Resort
- 2014–2015: Paradise, MGM Grand Garden Arena
- 2016 Paradise, Nevada, T-Mobile Arena
- 2017 Paradise, MGM Grand Garden Arena